# Josias von Heeringen
 (octobre 2018).
Si vous disposez d'ouvrages ou d'articles de référence ou si vous connaissez des sites web de qualité traitant du thème abordé ici, merci de compléter l'article en donnant les références utiles à sa vérifiabilité et en les liant à la section « Notes et références ».
Josias von Heeringen, né le 9 mars 1850 à Cassel (Hesse) et mort le 9 octobre 1926 à Berlin-Charlottenburg, est un général allemand de la période impériale qui commanda pendant la Première Guerre mondiale.

## Biographie

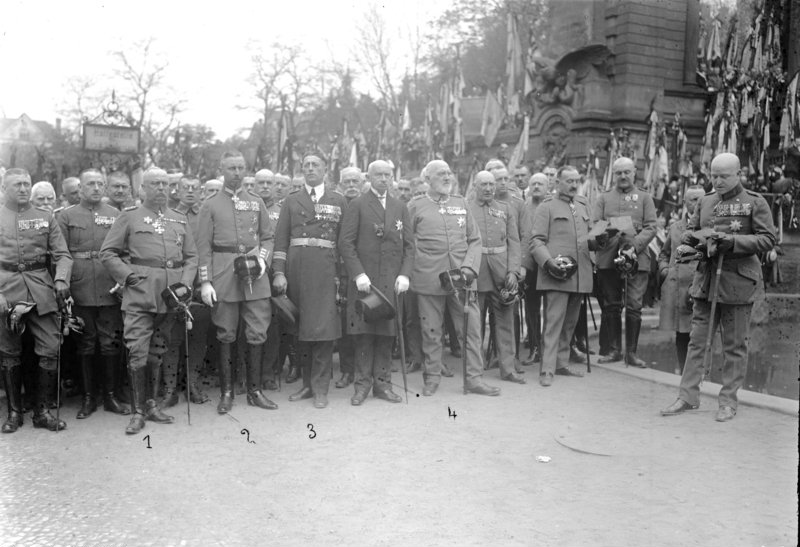
Le général Josias von Heeringen (No 4) lors d'une journée organisée par des mouvements nationalistes à Halle en 1924 avec Ludendorff (No 1), le prince Oscar (No 2) et Luckner (No 3).

### Origine et famille
Il est le fils du maréchal de la cour de Hesse et directeur de théâtre Josias von Heeringen (1809-1885) et de son épouse Karoline von Starkloff (1817–1871). Son jeune frère August von Heeringen (1855-1927) sert plus tard comme amiral et est chef du personnel de l'amiral.
Josias von Heeringen épouse Auguste von Dewall (de) (1853-1942), fille du lieutenant général prussien Kasimir von Dewall (de) (1811-1895) à Wiesbaden en 1874. Le couple a quatre fils et deux filles.

### Carrière militaire
Heeringen rejoint le 80e régiment de fusiliers de l'armée prussienne en tant qu'enseigne le 11 avril 1867, venant du corps de cadets. Avec le régiment, il participe à la guerre franco-allemande en tant que sous-lieutenant en 1870/71. Il est grièvement blessé lors de la bataille de Frœschwiller-Wœrth et reçoit la croix de fer de 2e classe pour bravoure personnelle. Après plusieurs postes dans sa carrière militaire, Heeringen devient major au ministère de la Guerre en 1887. Entre 1892 et 1895, il est chef de service à l'état-major général. En 1898, Heeringen est nommé général de division et directeur du département d'administration de l'armée au ministère de la Guerre. En 1901, il est promu lieutenant général. En 1903, il devient commandant du 22e division d'infanterie. Le 21 septembre 1906, Heeringen est promu général d'infanterie et en même temps général commandant du 2e corps d'armée à Stettin. Il conserve ce commandement jusqu'au 31 août 1909. De 1909 à 1913, Heeringen est ministre de la Guerre du royaume de Prusse, puis il devient inspecteur général de la 2e inspection de l'armée, basée à Berlin.
Le 2 août 1914, il prend le commandement de la 7e armée, à la tête de laquelle il repousse les troupes françaises d'Alsace, notamment pendant la bataille de Mulhouse et à la bataille de bataille de Dornach. Ce succès lui vaut de recevoir la médaille Pour le Mérite, la plus haute distinction militaire allemande et les félicitations du Kaiser, Guillaume II
Il reste au commandement de la VIIe Armée jusqu'au 28 août 1916. Le jour même, il reçoit la croix de fer avec feuilles de chêne. Il est ensuite nommé à la tête du Haut commandement de défense côtière (de), pour le reste de la guerre.
Le général von Heeringen est mort le 9 octobre 1926 et inhumé au cimetière des Invalides de Berlin.